# Партска война на Каракала
Партската война на Каракала е неуспешна кампания от страна на Римската империя, под управлението на Каракала, срещу Партското царство през (216/17). Тя символизира края на 4-годишен период, започнал през 213 г., през който Каракала се опитва да проведе дългосрочна кампания в централна и източна Европа и в Близкия Изток. След като се намесва в свалянето на няколко владетели на подчинени кралства, съседни на Партия, той напада през 216 г., използвайки отхвърлено предложение за ръката дъщерята на партския крал като casus belli за войната. Неговите войски провеждат серия от кланета в северните региони на Партия, преди да се оттеглят в Анадола, където Каракала е убит през април 217 г. Войната приключва през следващата година със съгласието на римляните да изплатят големи военни репарации на партите.

## Събития, довели до войната
В годините непосредствено преди войната, Партия е въвлечена в конфликт между двамата синове на крал Вологаз V. Вологаз VI наследява баща си на престола през 208 г., но скоро след това брат му Артабан V вдига въстание и се обявява за крал. Впоследствие Артабан взима превес, въпреки че не побеждава напълно силите на брат си, а войната дестабилизирала двете съседни кралства на Армения и Осроене, намиращи се в буферната зона между римската и партската империя. Каракала използва цивилните спорове в двете кралства, целейки да увеличи влиянието на Рим в региона и да се подготви за настъпление към Партия. Тъй като и Армения и Осроене принадлежат към партската сфера на влияние по това време – Армения се лута между двете страни повече от век – той очевидно видял установяването на римска доминация като начин да се намали силата на партите и да заеме позиция за евентуално бъдещо настъпление срещу тях.
Според римския историк Дион Касий, осроенския крал Абгар X създал недоволство сред населението си заради суровите си методи на управление. Каракала използвал това като причина да свали Абгар. Той първо поискал среща с него, а впоследствие го хвърлил в затвора. След като Абгар вече не бил пречка, Каракала продължил с анексирането на Осроене и го превърнал в римска провинция. Три години по-късно, той се намесил в граждански конфликт между краля на Армения и синовете му. Императорът предложил да бъде посредник в спора им, но след това затворил и краля и синовете му, предизвиквайки бунт сред арменското население. Бунтът бил активен до смъртта на Каракала през 217 г.
Каракала пътува до източната част на Средиземно море през 215 г. и остава в региона до края на управлението си, правейки Антакия своя де факто столица по това време. Според Херодиан искал да бъде асоцииран с Александъл Велики, когато преминал в Анадола през Македония, както и че поръчал безброй статуи на завоевателя да бъдат издигнати в Рим и на територията на цялата империя. И Дион и Херодиан съобщават, за пътуването на Каракала до Александрия в Египет, където искал да почете гробницата на македонския крал.

## Партска кампания и убийство
През зимата на 215/16 г. Каракала остава в Никомедия с римската армия, подготвяйки се за кампания срещу арменците и партите. Според Дион повод за войната бил намерен в отказа на партския крал Вологаз VI да освободи група заложници – Тиридат II от Армения и философ на име Антакий. Въпреки това, когато Вологаз е детрониран от брат си Артабан, заложниците са изпратени на Каракала, временно лишавайки императора от casus belli (повод за война).
Каракала намира нова причина за обявяването на война, въпреки че сведенията на Дион и Херодиан за тези събития си противоречат. И двамата историци се съгласяват, че Каракала е използвал като повод за войната отказа на Артабан да даде ръката на дъщеря си. Дио твърди, че Артабан е отказал с мотива, че ако позволи този брак да се състои, впоследствие Каракала ще да го използва като мотив да анексира Партия. Херодиан представя различна версия и твърди, че Артабан приел предложението на Каракала. По време на празненствата по случай пристигането на императора обаче, вероятно в кралския дворец в Арбил, Каракала наредил на войниците си да убият булката и гостите на сватбата. Херодиан пише:
| „ | Голяма група варвари се събрала и застанала там кротко, нетърпеливо чакайки да видят булката и неочаквайки нищо извън обичайния ред на събитията. Тогава бил даден сигналът и Каракала наредил на армията си да нападне и да избие присъстващите. Изумени от тази атака, варварите се обърнали и напуснали сградата с рани и кръвоизливи. Самият Артабан, поставен на кон от личните си охранители, едва се измъкнал с няколко души от свитата си. Останалите парти били убити. | “ |

Впоследствие Каракала изпратил писмо, с което уведомил Сената, че Партия е била победена и получил титлата Parthicus Maximus, „велик завоевател на Партия“, заедно с останалите му титли Britannicus Maximus и Germanicus Maximus (отнасящи се до по-ранните му кампании в Британия и Германия). Армията прекарва зимата в Едеса, но Каракала е убит на 8 април 217 г. от Юлий Мартиалис (личен охранител). Заговорът бил организиран от преторианските префекти, единият от които – Макрин, след това взел властта. Партите прегрупират силите си, водейки сражения с римляните. Макрин приключва войната в края на 218 г. плащайки репарации в размер, достигащ 50 милиона денария.